# Замбийско-южноафриканские отношения
Замбийско-южноафриканские отношения — двусторонние дипломатические отношения  между Замбией и Южно-Африканской Республикой. 

## История
С момента обретения Замбией независимости в 1964 году и до начала 1990-х годов, отношения этой страны с ЮАР не были установлены. Замбия поддерживала движение по отмене апартеида в ЮАР, позволяла повстанцам Организации народов Юго-Западной Африки размещать тренировочные лагеря на территории Замбии, а также оказывала помощь правительству Мозамбика в войне против повстанцев РЕНАМО. В конце 1980-х годов Замбия предоставляла убежище для лидеров АНК, штаб-квартира которых находилась в Лусаке, что в свою очередь привело к угрозам применения военной силы к Замбии со стороны ЮАР.
В начале 1990-х годов режим апартеида постепенно подходил к отмене и отношения между Замбией и ЮАР улучшились, что привело к нескольким официальным визитам лидеров двух стран. В феврале 1992 года президент Замбии Кеннет Каунда впервые посетил ЮАР и эти страны установили дипломатические отношения. В середине 1993 года президент ЮАР Фредерик Виллем де Клерк посетил Лусаку с первым официальным визитом в истории. В 1994 году ЮАР стала основным торговым партнёром Замбии.

## Торговля
В 2015 году объём поставок товаров из Замбии в ЮАР составлял 7,7 % от общего объёма экспорта этой страны. Поставки товаров из ЮАР в Замбию составляли 31 % от общего объёма импорта этой страны, что делает ЮАР основным торгово-экономическим партнером Замбии.